# Shuhei Miyazaki
宮崎周平
Œuvres principales
- Me & Roboco

Shuhei Miyazaki (宮崎周平, Shuhei Miyazaki) est un dessinateur de mangas et illustrateur japonais. Il est notamment connu pour avoir écrit et dessiné la série de manga Me & Roboco.

## Biographie
Shuhei Miyazaki a reçu une mention honorable au 77e Prix Akatsuka pour son manga Mukomizu-kun, publié dans le Weekly Shônen Jump numéro 11 de l'année 2013. Après cela, Soreike! Fusion-kun a été sérialisé dans le même magazine dans le  31e numéro de l'année 2014,. De plus, il a publié le manga comique de The Promised Neverland, dans le magazine Shônen Jump+ du 11 janvier au 28 mars 2019, intitulé The Promised Neverland Gag Manga (お約束のネバーランド, Oyakusoku no Neverland),.
Miyazaki écrit et dessine le manga Me & Roboco, publié dans le Weekly Shônen Jump depuis juillet 2020.

## Œuvres
- Me & Roboco